# The Progressive Populist
ザ・プログレッシブ・ポピュリストは、タブロイド新聞形式の雑誌で、月2回発行されている。1995年に創刊され、アイオワ州ストームレイクに本社を置き、テキサス州マンチャカに編集部を構えている。編集長はジェームズ・M・カレン、マネージング・エディターは アート・カレン、発行人はジョン・カレンである。 
雑誌は自らを 「アメリカの中心地からのジャーナル」としている。 労働者、小規模事業者、家族経営の農場・牧場主に関心のある政治・経済問題を扱っており、公式ウェブサイトの「概要」ページでは、「アメリカ中間層の関心事について報道する」と説明している。
また、この雑誌では、進歩的なジャーナリストや評論家によるオリジナルの記事や配信コラム を掲載している。  
2010年10月31日から2012年2月2日まで、ザ・プログレッシブ・ポピュリストは ヴィッキー・ニコライディス と提携し、ブログトークラジオを通じたインターネットラジオ番組を制作していた。当初の番組タイトルは 「The Progressive Politics Show(ザ・プログレッシブ・ポリティクス・ショー」で、2010年10月31日と11月11日にAsnycnow Radio Oneで放送された。 2010年11月17日からは番組名を 「トーキング・プログレッシブ・ポリティクス」に変更し、ポピュリストのブログトークラジオサービスへ移行した。   2012年1月5日に ポピュリストとの提携による最終回が放送され、その後も番組は継続されたが、2012年2月2日の放送をもって完全に終了した。過去の放送はすべてブログトークラジオから削除され、ヴィッキー・ニコライディスはポリティクス・デイリーでBostonRed とともに活動を続けている。